# Салов, Евгений Михайлович
Евгений Михайлович Салов (1911—1994) — советский промышленный деятель, директор Кузнецкого металлургического комбината, Герой Социалистического Труда.

## Биография
Родился 8 сентября 1911 года в городе Иркутске.
После окончания в 1929 году ФЗУ, начал работать слесарем в депо железнодорожной станции Боготол Красноярского края.
В 1930 году Евгений Салов поступил учиться в Сибирский металлургический институт, по окончании которого был направлен работать на Кузнецкий металлургический комбинат (КМК), где прошёл производственные ступени:
- с 1930 года — начальник смены листопрокатного цеха;
- 1939—1940 — заместитель начальника среднесортного цеха;
- 1940—1941 — начальник нагревательных колодцев обжимного цеха;
- 1944—1946 — заместитель начальника термического отделения листопрокатного цеха;
- 1946—1948 — начальник тонколистопрокатного цеха;
- 1948—1950 — начальник термического отделения листопрокатного цеха;
- в 1950 году — начальник стана «280»;
- 1950—1951 — заместитель начальника и в 1951—1957 годах — начальник сортопрокатного и листопрокатного цехов;
- 1957—1962 — начальник производственного отдела — заместитель главного инженера;
- 1962—1965 — главный инженер — заместитель директора;
- 1965—1976 — директор КМК.

В 1939 году был призван на службу в РККА, которую проходил во Владивостоке несколько месяцев. После 22 июня 1941 года вступил в РККА. Участник Великой Отечественной войны с 1941 по 1944 годы — был начальником артиллерийского снабжения, затем старшим помощником начальника 2-го отделения артиллерии; воевал на Волховском и 1-м Белорусском фронтах. Награждён Орденом красной Звезды в 1943 году. Был ранен. После госпиталя пошёл работать на Кузнецкий металлургический комбинат
В 1965 году возглавил Кузнецкий металлургический комбинат. При нём было создано управление АСУ .На площади перед заводоуправлением был поставлен танк Т-34. В соавторстве с работниками КМК Саловым было сделано несколько изобретений.
В 1976 году Е. М. Салов был переведён в Москву в Министерство чёрной металлургии СССР — работал начальником одного из главков. С 1981 года находился — на пенсии и проживал в Москве. Умер 20 апреля 1994 года, похоронен в Москве на Троекуровском кладбище.
Кроме производственной, занимался общественной деятельностью — был депутатом Верховного Совета РСФСР 7-го и 8-го созывов, городского и областного Советов депутатов трудящихся; будучи членом КПСС, стал делегатом XIX и XXIV съездов КПСС. Был автором многих трудов в газетах.

## Награды
- Указом Президиума Верховного Совета СССР от 30 марта 1971 года за выдающиеся успехи, достигнутые выполнении заданий пятилетнего плана по развитию чёрной металлургии, Салову Евгению Михайловичу было присвоено звание Героя Социалистического Труда с вручением ордена Ленина и золотой медали «Серп и Молот».
- Награждён двумя орденами Трудового Красного Знамени (1952, 1958), орденом Красной Звезды (1944), а также медалями, среди которых медалями «За трудовую доблесть» (1951), «За доблестный труд. В ознаменовании 100-летия со дня рождения В. И. Ленина» (1970).[3]